# Lamborghini Veneno
De Lamborghini Veneno is een Italiaanse sportwagen ontwikkeld in 2013 als speciale versie van de Lamborghini Aventador.

## Geschiedenis
De Veneno werd ontwikkeld om de 50ste verjaardag van Lamborghini te vieren. De drie donkergrijze wagens, met respectievelijk groene, witte en rode accenten (de kleuren van de Italiaanse vlag), werden verkocht voor meer dan 3 miljoen dollar per stuk. Een vierde exemplaar, dat als enige is voorzien van accenten in alle drie de kleuren en te zien was op de Autosalon van Genève in 2013, ging naar het museum van Lamborghini.

### Roadster
Van de Veneno werd in 2013 ook een roadsterversie uitgebracht in een beperkte oplage. De Veneno kost ongeveer 4,5 miljoen Amerikaanse dollar.